# Indozodion inayatullahi
Indozodion inayatullahi is een spinnensoort in de taxonomische indeling van de mierenjagers (Zodariidae).
Het dier behoort tot het geslacht Indozodion. De wetenschappelijke naam van de soort werd voor het eerst geldig gepubliceerd in 2006 door Ovtchinnikov.